# Aprotinin
Aprotinin (boviner pankreatischer Trypsin-Inhibitor, BPTI), bekannt als Präparat Trasylol, ist ein natürliches basisches Polypeptid und ein Proteaseinhibitor (auch Proteinaseninhibitor genannt).
Aprotinin wird in der Humanmedizin als Antifibrinolytikum zur Reduktion der Blutungsneigung in der Herzchirurgie eingesetzt. Vor 2007 wurde es auch in anderen Bereichen der Chirurgie, z. B. in der Leberchirurgie, verabreicht, um den Blutverlust zu reduzieren und den Bedarf an Bluttransfusionen zu minimieren. Im November 2007 wurde es aufgrund von Hinweisen auf erhöhte Nebenwirkungen vorübergehend weltweit vom Markt genommen.
Aprotinin wird überwiegend aus Lungengewebe von Rinderkühen extrahiert, steht aber auch in rekombinanter Form zur Verfügung. Es wurde 1930 durch den Münchner Arbeitskreis um Ernst Kurt Frey, H. Kraut und E. Werle entdeckt. Es wurde vom Unternehmen Bayer in Leverkusen 1959 patentiert und als Trasylol (in natriumchloridhaltiger isotonischer Lösung) vermarktet, das durch Hemmung der „Aktion proteolytischer Enzyme im minderdurchbluteten Gewebe“ die Bildung und Freisetzung toxischer Peptide und Kinine verhindern und den während Operationen entstehenden Endotheldefekt begrenzen sollte. Aprotinin besteht aus 58 Aminosäuren und ist ein Proteaseinhibitor mit polyvalenter Proteinasen-Hemmwirkung, dessen Hauptwirkung in einer Hemmung der Serinproteasen Plasmin und Kallikrein besteht, wodurch der Abbau geronnenen Blutes (Fibrinolyse) verlangsamt wird. Aprotinin hemmt ferner die Gerinnungsfaktoren XIIa, XIa und VIIIa sowie Trypsin und Chymotrypsin.

## Nebenwirkungen
Im Januar 2006 wurden im New England Journal of Medicine die Ergebnisse einer Beobachtungsstudie veröffentlicht, nach denen Aprotinin, das eigentlich die Häufigkeit postoperativer Komplikationen verringern soll, mit einer erhöhten Rate postoperativen Nierenversagens einhergeht.
Ein beratender Ausschuss der amerikanischen Gesundheitsbehörde FDA hat den o. g. Bericht im September 2006 geprüft und ist zu dem Ergebnis gekommen, dass Aprotinin ein sicheres und effektives Medikament zur Verhinderung von Blutverlusten bei Operationen am offenen Herzen ist. Eine Woche nach der Beratung im September 2006 wurde in der New York Times über Aprotinin berichtet, dass Bayer vorhandene Informationen nicht vollständig vorgelegt habe.
Nach weiterer Prüfung wurde eine neue Risiko-Bewertung vorgenommen, die weiterhin den Einsatz unter bestimmten Bedingungen erlaubte. Am 5. November 2007 stoppte Bayer weltweit vorübergehend die Vermarktung. Mit dem Vermarktungsstopp folgte Bayer einer Anordnung des Bundesinstituts für Arzneimittel und Medizinprodukte und Empfehlungen der US-Zulassungsbehörde FDA.
Im Februar 2008 erschien im The Lancet eine Studie, die die Anwendung von Aprotinin bei bestimmten Operationsmethoden (on-pump) als sicher einschätzte, bei anderen Methoden (off-pump) nicht.
Ebenfalls im Februar 2008 erschienen im New England Journal of Medicine zwei weitere Studien, die bei Verwendung von Aprotinin eine erhöhte Mortalität nach Koronararterien-Bypass-Operation zeigten.
Nach der Veröffentlichung der Ergebnisse der kanadischen BART Studie (Blood conservation using antifibrinolytics: A randomized trial in a cardiac surgery population – The BART Study) am 14. Mai 2008 hat Bayer alle verbliebenen Restbestände an Trasylol, einem Aprotinin enthaltenden Präparat, vollständig vom Markt zurückgezogen. Bis zu einer abschließenden Entscheidung des Unternehmens wird Trasylol vorerst nur noch Patienten unter strengen, mit den Behörden abgestimmten Voraussetzungen zur Verfügung stehen.
Im Jahr 2012 verkaufte Bayer die weltweiten Vertriebsrechte außerhalb der USA an die Nordic Pharma.  Bereits im Februar 2012 war durch die europäische Arzneimittelbehörde EMA empfohlen worden, den Verkaufsstopp aufzuheben, da die Studienergebnisse, auf deren Grundlage das Mittel vor einigen Jahren vom Markt genommen wurde, fehlerhaft gewesen seien. Der Vertrieb des Produkts in Kanada war bereits im September 2011 wieder freigegeben worden. Eine abschließende Entscheidung der Europäischen Kommission wird Ende dieses Jahres erwartet, in der Regel folgt sie jedoch den Empfehlungen der Arzneimittelbehörde. Am 11. November 2013 erfolgte eine teilweise Wiederzulassung zur Verwendung in der Herzchirurgie bei koronararteriellen Bypass-Operationen (CABG) unter Auflagen.

## In vitro Verwendung
Aprotinin ist ein in der Molekularbiologie und Biochemie gängiger Proteaseinhibitor, der insbesondere beim Zellaufschluss und bei der Proteinaufreinigung Verwendung findet. Aprotinin inhibiert Kallikrein, Plasmin, Trypsin, Chymotrypsin und verschiedene intrazelluläre Serinproteasen. Aprotinin ist ein kompetitiver Inhibitor, der durch Bildung stabiler Komplexe die aktive Stelle der Enzyme blockiert. Die reversible Bindung ist im sauren und basischen Milieu instabil. Aprotinin wurde 1930 von Kraut et al. beschrieben und zuerst 1936 von Kunitz und Northrup isoliert.
Damit das SARS-CoV2-Virus in Wirtszellen eindringen kann, muss sein Spike-Protein von zelleigenen Proteasen gespalten werden. Aprotinin kann möglicherweise die Zell-Infektion verhindern, weil SARS-CoV2 nicht mehr in die Wirtszellen eindringen kann. Es könnte am ehesten lokal (als Aerosol Spray) bei der frühen Infektion helfen.

## Handelsnamen
Monopräparate

Trasylol (A, CH)
Kombinationspräparate

Artiss (A), Beriplast (D, A, CH), Tachocomp (A), Tisseel (A), Tissucol (D, CH)